# Watertown Arsenal
Das Watertown Arsenal ist ein 1816 erbautes Arsenal in Watertown, Massachusetts, das nicht nur der Lagerung von Artilleriematerial diente, sondern auch solches herstellte. In diesem Zusammenhang wurde im Arsenal die erste Materialprüfungsanstalt in den Vereinigten Staaten eingerichtet, weshalb das Arsenal nicht nur im National Register of Historic Places eingetragen ist, sondern auch auf der Liste der Historic Civil Engineering Landmarks aufgeführt ist.

## Geschichte
Die Anlage liegt ungefähr acht Kilometer westlich des Stadtzentrums von Boston am Nordufer des Charles River. Sie diente ab dem Sezessionskrieg auch der Herstellung von Feld- und Küstengeschützen. Ab den 1940er Jahren wurden auch Stahlgeschütze gefertigt, die im Zweiten Weltkrieg eingesetzt wurden. Mit der Produktion ging auch der Aufbau einer Materialprüfungsanstalt einher, die im Besonderen die Entwicklung der zerstörungsfreien Materialprüfung vorantrieb.
1968 redimensionierten die Streitkräfte ihren Betrieb auf dem Gelände. Sie verkauften 18 Hektar an die Watertown Redevelopment Authority zur Umnutzung, die restlichen 19 Hektar wurden in das United States Army Materials and Mechanics Research Center umgewandelt, das bis 1989 in Betrieb stand. 
Die in der Materialprüfungsanstalt durchgeführten Tests bildeten eine wichtige Grundlage bei der Festlegung technischer Normen für die Baumaterialien Eisen, Beton und Stahl. In der Blütezeit beschäftigte die 52 Hektar große Anlage etwa 10.000 Mitarbeiter aus dem militärischen und dem zivilen Bereich.